# کوریانو
کوریانو (به ایتالیایی: Coriano) یک منطقهٔ مسکونی در ایتالیا است که در استان ریمینی واقع شده‌است.

## خصوصیات
کوریانو ۴۶ کیلومترمربع مساحت و ۱۰٬۰۱۴ نفر جمعیت دارد و ۱۰۲ متر بالاتر از سطح دریا واقع شده‌است.

## نگارخانه

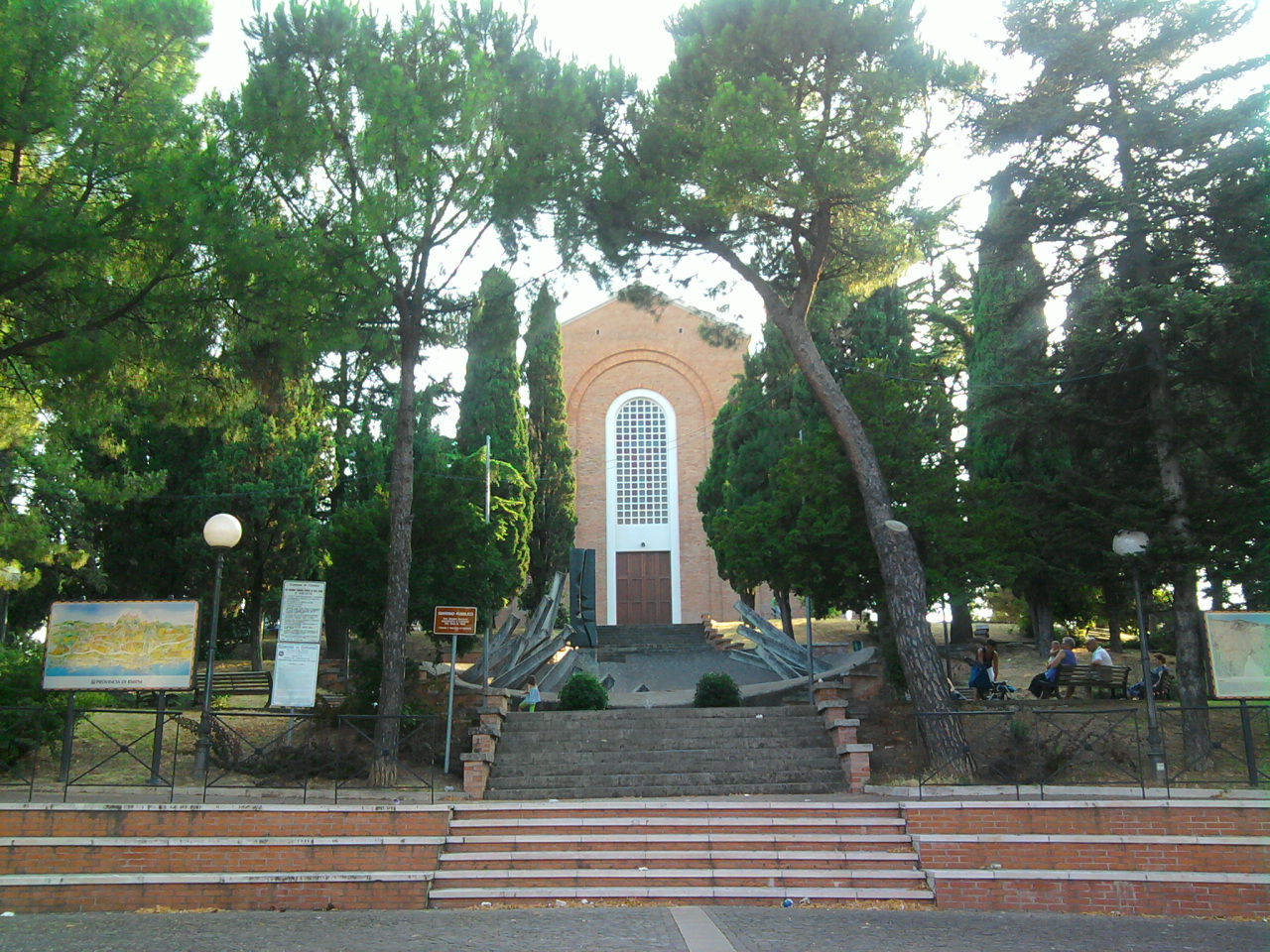
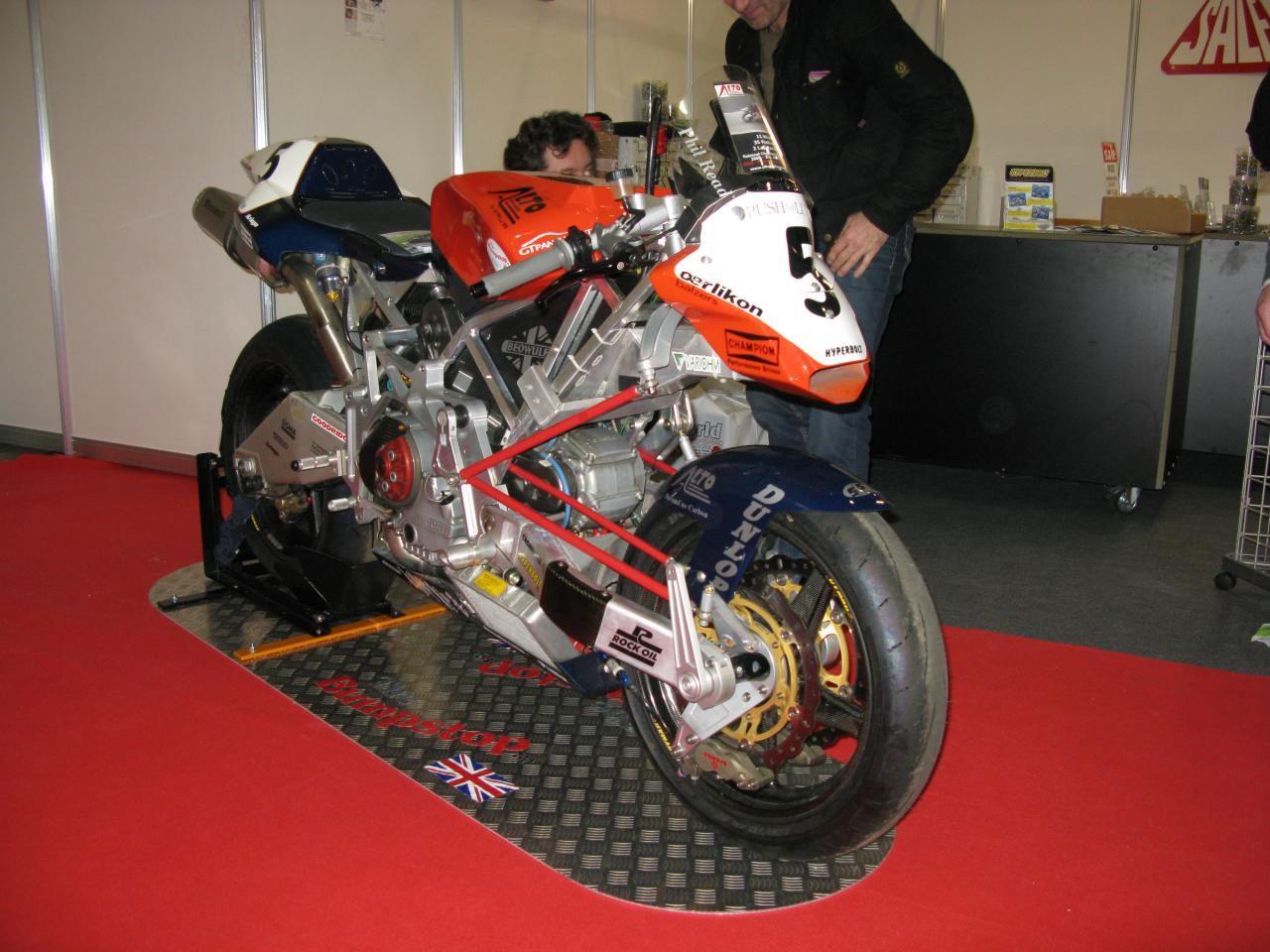